# Temporada de furacões no oceano Atlântico de 2016
A temporada de furacões no Atlântico de 2016 foi uma temporada extremamente activa, a mais destructiva desde 2012 e as mais mortífera desde 2005 devido à potencial da formação de La Nina. A temporada começou oficialmente a 1 de junho e finalizou a 30 de novembro. Estas datas historicamente delimitam durante o período da cada ano em que se formam a maioria dos ciclones tropicais na bacia do Atlântico e são nomeados por convenção. No entanto, a formação de ciclones tropicais é possível em qualquer momento do ano. A temporada começou quase cinco meses antes do início oficial, com o Furacão Alex formou-se no Atlântico norte a sul dos Açores em meados de janeiro, o primeiro furacão do Atlântico formada em janeiro desde o furacão Alice em 1955.
A tempestade mais forte, cara e mortífera da temporada até agora é o furacão Matthew, o furacão mais intenso da temporada e o primeiro furacão de categoria 5 que se formou no Atlântico desde Félix em 2007. Com até 1.655 vítimas mortais, Matthew é considerado como o furacão mais mortífero do Atlântico desde Stan de 2005. Depois do desenvolvimento do Nicole, que atingiu o status de furacão, foi a primeira vez que dois furacões de categoria 4 ou mais fortes se tinham formado no mês de outubro. Como Nicole converteu-se como o furacão importante, esta temporada foi a primeira em ter mais de mais dois furacões importantes desde a temporada de 2011. Sem dúvida, com a formação do furacão Otto no final de novembro no sudoeste do Mar do Caribe.
A maioria das previsões previam uma atividade acima da média devido a um desenvolvimento da formação de La Nina e as temperaturas mais quentes que as normais da superfície do mar. Em general, as previsões têm sido bastante precisas. Até agora, treze dos dezesseis ciclones tropicais desenvolvidos (exceto Fiona, Ian e Lisa) têm impactado a terra, e oito dessas tempestades causaram vítimas mortais, diretas ou indiretas. Ao menos 1.750 pessoas têm morrido a partir de 30 de Setembro, considerando a temporada mais mortífera desde 2005.

## Prognósticos
Os prognósticos da atividade ciclónica são emitidos antes da cada temporada pelos experientes Philip J. Klotzbach, William M. Gray e sócios na Universidade Estatal de Colorado - CSU; e por separado os meteorólogos da NOAA.
A equipa de Klotzbach (anteriormente liderado por Gray) definiu o número médio de tempestades por temporada (1981 até 2010) já 12,1 tempestades tropicais, 6.4 furacões, 2.7 furacões intensos (tempestades que atingem ao menos categoria 3 na escala de vento de furacões de Saffir -Simpson) , e uma energia ciclónica acumulada ( ECA ) índice de 96,1. NOAA define uma temporada como superiores ao normal , quase normais ou inferiores ao normal por uma combinação do número de tempestades com nome , o número de atingir a categoria de furacão , o número de chegar a força de furacão , e o índice da ECA.

### Prognósticos de pretemporada
O 16 de dezembro de 2015, a tempestade tropical Risco (TSR ) , um consórcio público formado por experientes em matéria de seguros , gestão de riscos , e a predição climática estacional da Universidade do México em College de Londres, publicou sua primeira visão da atividade da temporada de furacões durante a temporada 2016 . Em seu relatório, a atividade da organização de previsão sobre o 20 % por embaixo da média de 1950-2015, ou ao redor de 15 % por embaixo da média 2005-2015 , por um total de 13 ( ± 5 ) tempestades tropicais , 5 ( ± 3 ) furacões , 2 ( ± 2 ) grandes furacões , e um índice ACE acumulado de 79 ( ± 57) unidades. Esta previsão baseia-se em grande parte numa predição de ventos alisios quase neutras durante a temporada de furacões , que resulta da debilidade prevista do Evento do Menino 2014-16.

## Resumo da temporada

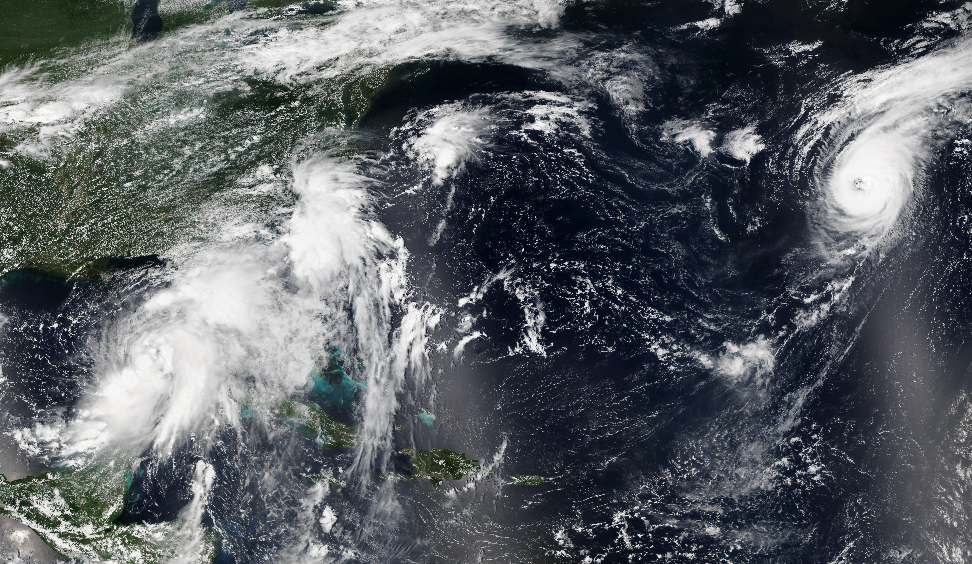
Três ciclones tropicais simultâneos activos na bacia do Atlântico o 31 de agosto. De esquerda a direita: Tempestade tropical Hermine (esquerda), TD Oito (nordeste de Hermine, centro) e Furacão Gastón (direita)

Em 12 de janeiro, um ciclone extratropical sobre o Oceano Atlântico oriental converteu-se numa tempestade subtropical. Atribuído o nome de Alex, o sistema cedo converteu-se num furacão totalmente tropical —o primeiro desses tempestade em janeiro desde Alice em 1955—. Então Alex tocou terra sobre a ilha de Terceira, Açores, como uma forte tempestade tropical, antes de se converter em extratropical o 15 de janeiro.
Ao lado dos ciclones tropicais desenvolvido no final de maio, originario como uma depressão tropical o 27 de maio ao dia seguinte, a depressão se converteu em Bonnie, o primeiro aparecimento de duas tempestades do Atlântico de pré-temporada desde 2012 e da terceira vez desde 1951.
Bonnie deriva norte-para o noroeste durante o dia seguinte, antes de debilitar-se de novo numa depressão temporã o 29 de maio, no entanto, sua baixa remanescente regenerou numa tempestade tropical aos poucos dias e finalmente dissipou-se ao norte das Bermudas o 5 de junho Simultaneamente, uma nova depressão tropical desenvolvido perto a Península de Iucatã. Esta depressão cedo converteu-se na tempestade tropical Colin o 5 de junho, que marca o primeiro aparecimento da terceira tempestade com nome de uma temporada desde que começaram os registro fiáveis, superando o recorde anterior estabelecido em 1887.
Em 20 de junho, quando Danielle tinha fortalecido numa tempestade tropical, que também marcou a primeira quarta tempestade com nome, superando o recorde anterior estabelecido pela Debby em 2012 por 3 dias. No entanto, após Danielle, a atividade deteve-se como não há tempestades formadas em julho, um acontecimento que não se tinha visto desde 2012. Actividade modernizado significativamente em agosto.
O Earl matou 67 vítimas em Belize e México, Fiona nunca ameaçou terra, enquanto a depressão tropical Oito causou um impacto mínimo. Gastón converteu-se no primeiro furacão da temporada ao este das Bermudas o 28 de agosto. Hermine chegou chuvas torrenciais no Caraíbas, e converteu-se no primeiro furacão para formar no Golfo do México desde Furacão Ingrid em 2013. Em 2 de setembro, Hermine converteu-se no primeiro furacão que golpeia Flórida desde o Furacão Wilma em outubro de 2005.

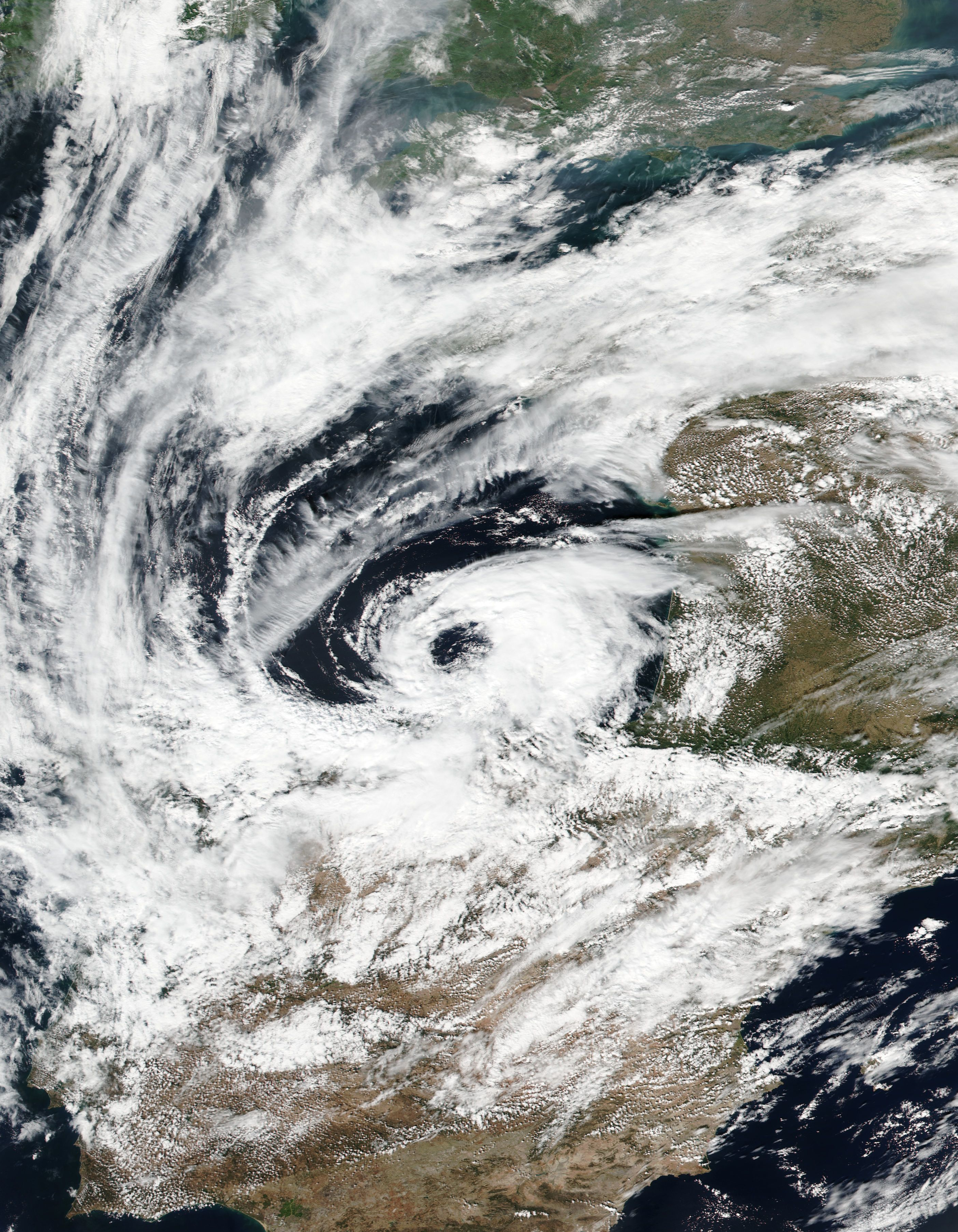
Um ciclone subtropical localizada no Golfo de Biscaia a 15 de setembro

Em 15 de setembro, Météo-France começou a pesquisar um ciclone no Golfo de Biscaia que, segundo eles, era subtropical, ao que parece possuía um vento assimétrico de ventos forçados com tempestade tropical e um cálido núcleo térmico. O sistema deslocou-se para o sudeste, atingindo uma intensidade máxima de 996 milibares (29.4 inHg), e finalmente chegou a terra para perto de a fronteira de Espanha e França, debilitando-se rapidamente e eventualmente dissipando-se pouco depois a princípios do 16 de setembro. Até 120 km/h (75 mph), no entanto o dano foi relativamente mínimo. A Universidade Livre de Berlim, de acordo com sua denominação dos ciclones que afectam às zonas, denominou o ciclone "Stephanie".

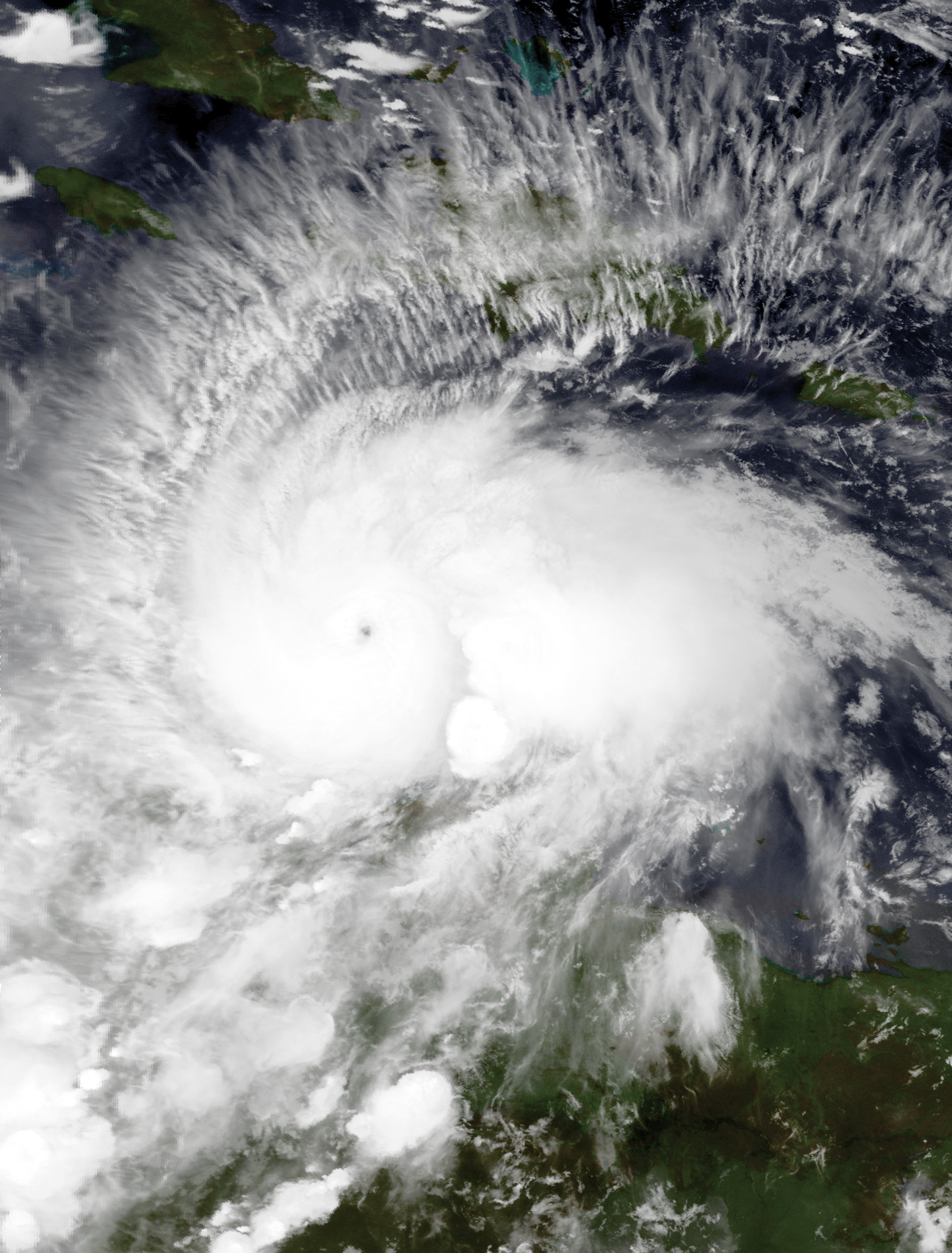
Furacão Matthew o furacão mais destructivo e mortífero que golpeou em Haiti

O furacão Matthew converteu-se no primeiro furacão de categoria 5 no Atlântico desde o furacão Félix de 2007, e ao mesmo tempo se converteu na tempestade mais austral dessa intensidade, superando o recorde estabelecido pelo furacão Ivan. Mais tarde, a tempestade converteu-se na primeira tempestade desde que o Furacão Cleo chegou a Haiti como um furacão de categoria 4, se tendo debilitado ligeiramente desde seu bico anterior. Matthew forjado mais de 598 mortes durante seu longo passo; A tempestade também ameaçou com se converter no primeiro grande furacão em chegar à Flórida em 11 anos, ainda que seu olho permaneceu a vários quilómetros da costa. No entanto, a princípios do 8 de outubro, o olho de Matthew chegou a terra firme em Carolina do Sul com uma pressão barométrica de 967 mbar, convertendo no furacão mais forte a tocar terra nos Estados Unidos desde o Furacão Ike, e o primeiro furacão em chegar a Carolina do Sul desde o furacão Gaston em 2004. Ademais, Matthew foi o primeiro furacão em chegar ao norte de Geórgia em outubro desde o Furacão Hazel.
No mesmo mês, o furacão Nicole converteu-se num furacão maior, fazendo a primeira temporada desde 2011 com mais de dois furacões maiores. Nicole faria um impacto directo nas Bermudas como um furacão de categoria 3, se convertendo no maior e mais forte furacão que afectou à ilha desde o Furacão Fabian em 2003.
O resto de outubro e a maior parte de novembro manteve-se em silêncio até finais do mês, quando O Furacão Otto se converteu no furacão de última geração de pelo menos de uma intensidade da categoria 2 e qualquer intensidade de furacões no Caraíbas, bem como a primeira em cruzar ao Pacífico Oriental desde o Furacão Cesar–Douglas em 1996. A temporada terminou oficialmente o 30 de novembro de 2016.

### Energia Ciclônica Acumulada (ECA)
O índice de Energia ciclônica acumulada (ECA) para a temporada de furacões no Atlântico de 2016, a partir deste momento foi 137.075 unidades.

## Ciclones tropicais

### Furacão Alex
O Furacão Alex foi o primeiro ciclone tropical atlântico a ocorrer em Janeiro desde o Furacão Alice em 1955, e o primeiro a se formar nesse mês desde 1938. Alex começou como ciclone extratropical perto das Bahamas a 7 de Janeiro de 2016. O sistema inicialmente deslocou-se para nordeste, passando pelas ilhas Bermudas a 8 de Janeiro, antes de virar para sudeste. Aprofundou-se depois, adquirindo ventos de força ciclónica pelo dia 10 de Janeiro. Seguiu-se um ligeiro enfraquecimento, e o sistema virou para este e nordeste à medida que adquiria características tropicais. A 13 de Janeiro desenvolveu-se em ciclone subtropical, bem a sul dos Açores, tornando-se o primeiro destes sistemas no Atlântico Norte desde 1978. Tirando vantagem das águas excepcionalmente quentes à medida que se movia para norte-nordeste, Alex desenvolveu-se em verdadeiro ciclone tropical a 14 de Janeiro, tornando-se um furacão. A tempestade atingiu o auge na Categoria 1 da Escala de furacões de Saffir-Simpson, com um vento máximo sustentado de 140 km/h, e pressão atmosférica de 981 milibares. Seguiu-se um ligeiro abrandamento, e no dia seguinte Alex fez landfall na Ilha Terceira como tempestade tropical. Ao mesmo tempo, Alex iniciou a transição para ciclone extratropical, completando-a pouco tempo após o landfall.
O furacão levou à emissão de alerta vermelho para os Açores, e ao encerramento de escolas e vários estabelecimentos. No dia 15 de janeiro Alex finalmente fez landfall sobre a Ilha Terceira, no Grupo Central dos Açores, à medida que enfraquecia para tempestade tropical. As rajadas de vento e chuva forte causaram poucos estragos ao longo do arquipélago, com resultados finais menos graves que os inicialmente esperados.
Alex é o primeiro furacão a formar-se no oceano Atlântico durante o mês de janeiro desde 1938. De acordo com o National Hurricane Center (EUA) é o primeiro a ocorrer neste mês desde o Alice, em 1955, e a quarta tempestade a formar-se nesse mês desde que se iniciaram os registos em 1851. Alex é já o quarto furacão a atingir os Açores no século XXI, apesar do fenómeno ser considerado raro na região.
A 14 de Janeiro o Instituto Português do Mar e da Atmosfera atualizou o aviso vermelho, o mais grave de uma lista de quatro, para os Açores, prevendo que no grupo central do arquipélago as rajadas de vento possam atingir os 170 quilómetros/hora e o mar tenha ondas da ordem dos 14 metros, podendo atingir os 18 metros.
 No mesmo dia o presidente do Governo dos Açores, Vasco Cordeiro, determinou o encerramento de todos os serviços e organismos regionais nas sete ilhas dos grupos Central e Oriental devido ao mau tempo, com excepção dos serviços considerados urgentes e essenciais, como hospitais, centros de saúde e serviços de protecção civil. Vários percursos rodoviários e terrestres foram também encerrados, assim como a Universidade dos Açores, os tribunais e a Base Aérea das Lajes.

### Tempestade tropical Bonnie
A tempestade tropical Bonnie foi um ciclone tropical fraco, mas persistente, que trouxe fortes chuvas para o sudeste dos Estados Unidos em maio de 2016. A segunda tempestade da temporada, Bonnie se formou em uma área de baixa pressão a nordeste das Bahamas em 27 de maio, poucos dias antes do início da temporada oficial de furacões em 1 de junho. Movendo-se continuamente para oeste-noroeste, Bonnie se intensificou em uma tempestade tropical em 28 de maio e atingiu o pico de ventos seis horas depois. No entanto, devido às condições ambientais hostis, Bonnie enfraqueceu para uma depressão horas antes de atingir a costa logo a leste de Charleston, Carolina do Sul, em 29 de maio. As correntes de direção entraram em colapso depois, fazendo com que.
A tempestade parou sobre a Carolina do Sul por dois dias. A tempestade enfraqueceu ainda mais em um ciclone pós-tropical em 31 de maio, antes de emergir da costa enquanto se move geralmente para leste-nordeste. Em 2 de junho, Bonnie regenerou-se em uma depressão tropical ao largo da costa da Carolina do Norte conforme as condições se tornaram ligeiramente mais favoráveis. No dia seguinte, apesar do aumento do cisalhamento do vento e do resfriamento das temperaturas da superfície do mar, Bonnie se reintensificou em uma tempestade tropical e atingiu o seu pico de intensidade. A tempestade continuou com força de tempestade tropical por mais um dia, antes de enfraquecer em uma depressão no final de 4 de junho e tornou-se pós-tropical no dia seguinte.

### Tempestade tropical Colin
Aos princípios de junho, um sistema de baixa pressão entrou no mar do Caribe. A baixa manteve-se desorganizada só com a conveção isolado, sobretudo no quadrante oriental. A conveção começou a envolver no centro da tempestade desloca-se para o norte no golfo do México a 3 de junho. Após a baixa passou pela península de Iucatã a 5 de junho, o Centro Nacional de Furacões (NHC) actualizou à depressão tropical Três e advertências de tempestade tropical foram emitidas para a Big Bend no estado da Flórida.
Mais tarde desse dia, a depressão intensificou-se na tempestade tropical que leva o nome de Colin, justo após a tempestade se puseram em deslocou até leste da Flórida e Georgia. A formação da tempestade tropical marcou a formação mais temporã no registo da terceira tempestade com nome na bacia do Atlântico, superando o recorde anterior estabelecido na temporada de 1887 por seis dias.

### Tempestade tropical Danielle
Em 8 de junho, uma onda tropical emergiu da costa ocidental da África, chegando ao sudoeste do Mar do Caribe até 15 de junho. A conveção aumentou nesse dia e organizou-se após que o sistema entrasse na Bahia de Campeche três dias mais tarde, Dirigida para o oeste-noroeste e depois para o noroeste por um nível médio, a depressão se intensificou na tempestade tropical Danielle às 06:00 UTC do 20 de junho e atingiu ventos máximos de 45 mph (75 km/h)) seis horas depois. A entrada a terra começou a debilitar a tempestade umas horas mais tarde, e Danielle chegou a terra para perto de Tamiahua, México, com ventos de 40 mph (65 km/h). A tempestade degradou-se rapidamente ao mover para o interior, caindo à intensidade da depressão tropical às 00:00 UTC do 21 de junho e degenerando num remanescente baixo seis horas mais tarde. O resto manteve-se no interior antes de dissipar sobre as montanhas do leste do México nesse mesmo dia.

### Furacão Earl
A tempestade tropical Earl tocou terra esta noite em Veracruz com ventos de 95 quilómetros por hora, entre o porto de Alvarado e a cidade de Boca del Rio, informou o Centro Nacional de Furacões (CNH) dos Estados Unidos.
Em seu mais recente reporte, explicou que às 22:00 horas locais (03:00 GMT do sábado) Earl encontrava-se 40 quilómetros ao sudeste do porto de Veracruz e movia-se terra adentro para o oeste, a uma velocidade de 13 quilómetros por hora.
“Sobre o prognóstico de trajectória, Earl mover-se-á para o interior entre Veracruz e Alvarado, no estado mexicano de Veracruz, durante as horas seguintes. Os ventos máximos sustentados mantêm-se para perto de 95 quilómetros por hora”, explicou o CNH num comunicado.
Agregou que “se espera o rápido debilitamento de Earl conforme seu centro se mova para o interior” do território veracruzano.
Earl tocou terra na quinta-feira em Belize como furacão Categoria 1 e ventos de 130 quilómetros por hora. Cruzou esse país, Guatemala e os estados Campeche e Tabasco. Durante esse trajecto, seus ventos diminuíram a 65 quilómetros por hora.
No entanto, nesta sexta-feira voltou a sair ao mar e se reintensificou até atingir mais de 90 quilómetros por hora.
Previam-se chuvas torrenciais que poderiam produzir inundações e deslizamentos de terra em Povoa, Tlaxcala e Veracruz até sábado, precisou o CNH.

### Tempestade tropical Ian
Em 5 de setembro, o Centro Nacional de Furacões (NHC) detectou um área de baixa pressão na costa da África com 20% de desenvolvimento ciclónicos nos próximos cinco dias. Uma onda tropical surgiu em frente à costa oeste de África, ao dia seguinte, converteu-se como tempestade tropical que leva com o nome de Ian até as 15:00 UTC do 12 de setembro. Um nível superior baixo sobrepõe com o centro da tempestade de 14 de setembro, produzindo um ciclone subtropical no satélite convencional. A isso das 09:00 GMT o 16 de setembro, no entanto, um pequeno olho de nível médio fez-se evidente, e em consequência, Ian atingiu seu ponto máximo com ventos de 95 km/h (60 mph). A conveção profunda dissipa o ar frio que dirige fazia o centro, que marca como ciclone extratropical horas depois.

### Ciclone subtropical Stephanie
Em 15 de setembro, Météo-France começou a pesquisar um ciclone no Golfo de Biscaia que, segundo eles, era subtropical, ao que parece possuía um vento asimétrico de ventos forçados com tempestade tropical e um quente núcleo térmico. O sistema deslocou-se para o sudeste, atingindo uma intensidade máxima de 996 milibares (29.4 inHg), e finalmente chegou a terra para perto de a fronteira de Espanha e França, debilitando-se rapidamente e eventualmente dissipando-se pouco depois a princípios do 16 de setembro. Até 120 km/h (75 mph), no entanto o dano foi relativamente mínimo.
A Universidade Livre de Berlim, de acordo com sua denominação dos ciclones que afectam às zonas, denominou o ciclone "Stephanie".

### Tempestade tropical Lisa
Em 14 de setembro, o Centro Nacional de Furacões assinalou um potencial para o desenvolvimento ciclónico no Atlântico. Uma onda tropical moveu-se em frente à costa ocidental da África, dois dias mais tarde, converteu-se como a depressão tropical Treze. Um dia depois, converteu-se como tempestade tropical que leva o nome de Lisa.
A 22 de setembro, Lisa atingiu a intensidade com os ventos máximos de 85 km/h (50 mph) e uma pressão mínima de 999 mbar. A tempestade começou a debilitar-se pouco depois devido ao aumento do cisalhamento, sinão regenerou um dia depois. Lisa forçou-se a intensidade de tempestade tropical, devido às condições desfavoráveis, Lisa debilitou-se como depressão tropical. A 25 de setembro, Lisa converteu-se como baixa remanescente.

### Furacão Matthew
Furacão Matthew foi um poderoso ciclone tropical que afetou a Jamaica, Cuba, República Dominicana, Bahamas e, especialmente, o Haiti. Ele passou ao longo da costa leste dos Estados Unidos, incluindo os estados da Flórida, Geórgia, Carolina do Sul e Carolina do Norte, mas chegou com bem menos força do que no Caribe. Foi o primeiro ciclone tropical da Bacia do Atlântico a atingir a Categoria 5 na Escala de furacões de Saffir-Simpson desde o Furacão Felix em 2007.

### Furacão Nicole
Em 25 de setembro, uma onda tropical moveu-se desde a costa de África com moderadas quantidades de tempestades elétricas. Seu desenvolvimento não foi antecipado já que a onda perdeu a maior parte de sua convección em seu progresso para o oeste. Ainda assim, o 4 de outubro, um ASCAT revelou a presença de circulação superficial e ventos de até 50 mph (85 km/h), e o Centro Nacional de Furacões (NHC) emitiu um aviso para a Tempestade Tropical Nicole.

## Nome dos ciclones tropicais
| - Alex - Bonnie - Colin - Danielle - Earl - Fiona - Gaston | - Hermine - Ian - Julia - Karl - Lisa - Matthew - Nicole | - Otto - Paula (sem usar) - Richard (sem usar) - Shary (sem usar) - Tobias (sem usar) - Virginie (sem usar) - Walter (sem usar) |

Os ciclones tropicais são fenómenos que podem durar desde umas quantas horas até um par de semanas ou mais. Por isso, pode ter mais de um ciclone tropical ao mesmo tempo e numa mesma região. Os pronosticadores meteorológicos atribuem à cada ciclone tropical um nome de uma lista predeterminada, para identificá-lo mais facilmente sem confundí-lo com outros. A Organização Meteorológica Mundial (OMM) tem designado centros meteorológicos regionais especializados a efeitos de monitorar e nomear os ciclones.
A seguinte lista de nomes será utilizado para tempestades que se formam no Atlântico Norte em 2016. Os nomes de aposentados , se for o caso, dar-se-á a conhecer pela Organização Meteorológica Mundial na primavera de 2017. Os nomes não retirados desta lista utilizar-se-á de novo na temporada de 2022. Esta é a mesma lista utilizada na temporada de 2010, com a excepção de Ian e Tobías, que substituiu a Igor e Tomás, respectivamente. O nome de Ian foi usado pela primeira vez neste ano excepto a Tobias, que não usou neste ano.

### Nomes retirados
A 26 de março de 2017, durante a XXXIX sessão da RA VI Hurricane Committee da Organização Meteorológica Mundial retirou dois nomes, os nomes de Matthew e Otto foram retirados devido aos custosos danos e perdidas humanas que tinha provocado. Serão substituídos por Martin e Owen na temporada de 2022.

## Energia Ciclônica Acumulada
A Energia ciclônica acumulada (ACE, pelas suas siglas em inglês) é uma medida da energia do furacão multiplicado pela longitude do tempo em que existiu; as tempestades de longa duração, bem como furacões particularmente fortes, têm ACE alto. O ACE calcula-se somente a sistemas tropicais que excedem os 34 nós (39 mph, 63 km/h), ou seja, força de tempestade tropical.
| ACE (104kt²) (Fonte) — Ciclone tropical: | ACE (104kt²) (Fonte) — Ciclone tropical: | ACE (104kt²) (Fonte) — Ciclone tropical: | ACE (104kt²) (Fonte) — Ciclone tropical: | ACE (104kt²) (Fonte) — Ciclone tropical: | ACE (104kt²) (Fonte) — Ciclone tropical: | ACE (104kt²) (Fonte) — Ciclone tropical: | ACE (104kt²) (Fonte) — Ciclone tropical: | ACE (104kt²) (Fonte) — Ciclone tropical: | ACE (104kt²) (Fonte) — Ciclone tropical: | ACE (104kt²) (Fonte) — Ciclone tropical: | ACE (104kt²) (Fonte) — Ciclone tropical: | ACE (104kt²) (Fonte) — Ciclone tropical: | ACE (104kt²) (Fonte) — Ciclone tropical: |
| ---------------------------------------- | ---------------------------------------- | ---------------------------------------- | ---------------------------------------- | ---------------------------------------- | ---------------------------------------- | ---------------------------------------- | ---------------------------------------- | ---------------------------------------- | ---------------------------------------- | ---------------------------------------- | ---------------------------------------- | ---------------------------------------- | ---------------------------------------- |
| 1                                        | 32.8911                                  | Matthew                                  | 2                                        | 26.5382                                  | Nicole                                   |                                          |                                          |                                          |                                          |                                          |                                          |                                          |                                          |
| 3                                        | 24.2925                                  | Gastón                                   | 4                                        | 6.1750                                   | Karl                                     |                                          |                                          |                                          |                                          |                                          |                                          |                                          |                                          |
| 5                                        | 5.8748                                   | Otto                                     | 6                                        | 4.1725                                   | Alex                                     |                                          |                                          |                                          |                                          |                                          |                                          |                                          |                                          |
| 7                                        | 3.6350                                   | Earl                                     | 8                                        | 3.0925                                   | Hermine                                  |                                          |                                          |                                          |                                          |                                          |                                          |                                          |                                          |
| 9                                        | 2.9575                                   | Ian                                      | 10                                       | 2.4250                                   | Fiona                                    |                                          |                                          |                                          |                                          |                                          |                                          |                                          |                                          |
| 11                                       | 2.2600                                   | Lisa                                     | 12                                       | 1.2250                                   | Julia                                    |                                          |                                          |                                          |                                          |                                          |                                          |                                          |                                          |
| 13                                       | 1.1350                                   | Colin                                    | 14                                       | 0.7725                                   | Bonnie                                   |                                          |                                          |                                          |                                          |                                          |                                          |                                          |                                          |
| 15                                       | 0.4050                                   | Danielle                                 |                                          |                                          |                                          |                                          |                                          |                                          |                                          |                                          |                                          |                                          |                                          |
| Total: 125.39                            |                                          |                                          |                                          |                                          |                                          |                                          |                                          |                                          |                                          |                                          |                                          |                                          |                                          |